# Тоня (Естонія)
Тоня (ест. Tonja; місцева вимова Тон'а, Тона, також використовуються назви Тоона, Тууна, Тоонья, Кала) — село в Естонії, входить до складу волості Вярска, повіту Пилвамаа.